# Чагари-Збаражские
Чагари-Збаражские (укр. Чагарі-Збаразькі) — село в Збаражской городской общине Тернопольского района Тернопольской области Украины.
Код КОАТУУ — 6122486403. Население по переписи 2001 года составляло 299 человек.
До 2020 года входило в Збаражский район.

## Географическое положение
Село Чагари-Збаражские находится у истоков реки Самец, ниже по течению на расстоянии в 2 км расположено село Шевченково. На расстоянии в 1 км расположено село Максимовка. Рядом проходит железная дорога, станция Максимовка-Тернопольская в 1,5 км.

## История
- 1646 год — дата основания.

## Объекты социальной сферы
- Школа I ст.
- Клуб.